# فرديناند بلالي
فرديناند بلالي (بالألبانية: Ferdinand Bilali‏) هو لاعب كرة قدم ألباني في مركز الوسط، ولد في 10 أبريل 1969 في إيلبصان في ألبانيا. شارك مع منتخب ألبانيا تحت 21 سنة لكرة القدم ومنتخب ألبانيا لكرة القدم. أما مع النوادي، فقد لعب مع نادي تيوتا دورس.

## وصلات خارجية
- فرديناند بلالي على موقع قاعدة بيانات كرة القدم.إي يو (الإنجليزية)
- فرديناند بلالي على موقع ناشيونال فوتبول تيمز (الإنجليزية)